# Ghiyasuddin Mahmud Shah
Ghiyasuddin Mahmud Shah was de laatste sultan van Bengalen onder de Hussain Shahidynastie. Hij regeerde Bengalen tussen 1534 en 1538. Hij was de zoon en opvolger van sultan Nasiruddin Nusrat Shah.
Tijdens zijn regering kwamen er verschillende opstanden voor, zoals onder de gouverneur van Chittagong, Khuda Bakhsh Khan, en de gouverneur van Hajipur, Makhdum Alam. In 1534 gaf Ghiyasuddin Mahmud de Portugezen het recht handelsposten bij Chittagong en Hughli op te zetten. Zijn regering kwam ten einde met de verovering van Bengalen door de Afghaanse veldheer Sher Shah Suri in 1538.